# JJ Cale
JJ Cale, rodným jménem John Weldon Cale, (5. prosince 1938 – 26. července 2013) byl americký zpěvák, kytarista, skladatel a producent. Svou kariéru zahájil již koncem padesátých let, své první album nazvané Naturally však vydal až v roce 1972. V pozdějších letech vydal řadu dalších alb, přičemž poslední z nich, které vyšlo v roce 2009, neslo název Roll On. Jeho manželkou byla hudebnice Christine Lakeland.

## Kariéra

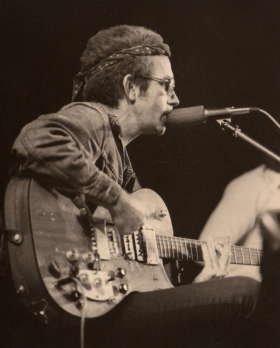
JJ Cale při koncertu v Mnichově v roce 1975

John Weldon Cale se narodil dne 5. prosince 1938 v Oklahoma City v americkém státě Oklahoma. Vyrůstal v Tulse ve stejném státě, kde docházel na Centrální střední školu. Školu dokončil v roce 1956. Následně byl povolán do vojenské služby a zahájil studium na letecké základně ve vesnici Rantoul v Illinois. Počátkem šedesátých let odešel do Los Angeles, kde pracoval jako zvukový inženýr. Tato práce mu příliš nevynášela, sám sice vystupoval v klubu Whisky a Go Go, ale příliš velkého úspěchu nedosáhl. Následně se vrátil do Tulsy, kde hrál v kapele s Donem Whitem.
V počátcích své kariéry používal jméno John Cale, ale později se přejmenoval na JJ Cale. Důvodem bylo to, aby nebyl zaměňován se slavnějším velšským hudebníkem Johnem Calem. John Cale o tom napsal píseň „Autobiography“, ve které se zmiňuje, že to nebyl on, kdo je autorem písní „Cocaine“ a „After Midnight“ a že není z Oklahomy.
Své první album Naturally vydal v roce 1972. Následovala řada dalších alb.
Zemřel v roce 2013 po infarktu ve věku čtyřiasedmdesáti let.

## Odkaz
Coververze jeho písní nahrálo mnoho hudebníků, mezi něž patří i Tom Petty nebo Captain Beefheart. Kytarista Eric Clapton, se kterým Cale v roce 2006 vydal společné album The Road to Escondido, byl jedním z popularizátorů Caleových písní. Již v sedmdesátých letech nahrál například „After Midnight“.

## Diskografie

### Sólová alba
Studiová alba
- Naturally (1971)
- Really (1972)
- Okie (1974)
- Troubadour (1976)
- 5 (1979)
- Shades (1981)
- Grasshopper (1982)
- #8 (1983)
- Travel Log (1990)
- Number 10 (1992)
- Closer to You (1994)
- Guitar Man (1996)
- To Tulsa and Back (2004)
- The Road to Escondido (2006) − s Ericem Claptonem
- Roll On (2009)
- Stay Around (2019)

Koncertní alba
- Live (2001)

Kompilační alba
- Special Edition (1984)
- Anyway the Wind Blows: The Anthology (1997)
- The Very Best of JJ Cale (1998)
- Classic JJ Cale (2000)
- Rewind: The Unreleased Recordings (2007)

### Ostatní alba
- A Trip Down the Sunset Strip (The Leathercoated Minds, 1967)
- Angel Clare (Art Garfunkel, 1973)
- Hank Wilson's Back Vol. I (Leon Russell, 1973)
- Back in '72 (Bob Seger, 1973)
- Stop All That Jazz (Leon Russell, 1974)
- Will O' the Wisp (Leon Russell, 1975)
- Sweet Harmony (Maria Muldaur, 1976)
- Comes a Time (Neil Young, 1978)
- Gordon Payne (Gordon Payne, 1978)
- Après Minuit (Eddy Mitchell, 1978)
- Veranda (Christine Lakeland, 1984)
- To a Wild Rose (Ben Keith, 1987)
- Lover Café (Émile Wandelmer, 1990)
- The Rhythm of the Saints (Paul Simon, 1990)
- Solid Gold Rapid Action (Marc Bolan a T. Rex, 1991)
- Got Love If You Want It (John P. Hammond, 1992)
- Trouble No More (John P. Hammond, 1993)
- Seven Gates: A Christmas Album (Ben Keith, 1994)
- Long As I Have You (John P. Hammond, 1998)
- Uncovered (Tony Joe White, 2006)
- Clapton (Eric Clapton, 2010)
- Old Sock (Eric Clapton, 2013)